# Édouard-Émile Saladin
Édouard-Émile Saladin est un ingénieur français, né à Nancy (Meurthe-et-Moselle) le 12 août 1856 et mort le 12 février 1917. 
Ingénieur pluridisciplinaire, son nom est associé à la géologie et la métallurgie, en particulier à l'électrosidérurgie et la métallurgie secondaire. Il travailla avec Paul Héroult sur les fours électriques. 

## Biographie
Fils de Jules Alphonse Saladin et de Claire Blay, il est le frère de l'architecte Henri Saladin. Issu d'une famille d'industriels de Nancy, l'orientation professionnelle d'Édouard-Émile se porte naturellement vers ce milieu. Il commence ses études à l'École Saint-Léopold (succursale du collège diocésain de la Malgrange, près de Nancy) et les continue au collège Saint-Clément tenu par les Jésuites, à Metz. Diplômé bachelier es lettres, il vient à Paris suivre les classes de sciences de l'École Sainte-Geneviève (rue des Postes), passe l'examen de bachelier es sciences, puis au bout de sa première année de mathématiques spéciales, il est reçu à l'École polytechnique (promotion 1875, sorti classé 78 sur 254 élèves). Il intègre ensuite l'École des mines de Paris (promotion 1877 ; entré le 20 octobre 1877 classé 1 sur 16, sorti le 7 juin 1880 classé 2). En parallèle de l'École des mines de Paris, il fréquente la Sorbonne où il obtient une licence es sciences physiques. 
Pendant deux ans, il fait, sous la direction de Edmond Fuchs, des études pour la carte géologique de France et prend part à diverses explorations à l'étranger (Espagne, Bohème, Bosnie, Roumanie, Turquie, Égypte et Indochine où les explorateurs reconnaissent d'importants gisements de houille, notamment celui de Hong Gai.
Il entre ensuite au service de la Compagnie des Mines et usines de cuivre de Vignaes qui exploite et traite les pyrites de cuivre d'un gisement norvégien. Il est domicilié à Anvers, le siège de la compagnie.
Édouard Cumenge, ingénieur au corps des Mines, dont les travaux de prospection ont été pour une bonne part dans la fondation de la Compagnie du Boléo, et qui, fort lié avec Edmond Fuchs, a eu l'occasion de connaître et d'apprécier Saladin, vient en 1885 le chercher à Anvers et lui fait confier, en qualité d'ingénieur en chef, la direction des travaux d'installation et de mise en train de l'exploitation du Boléo. Lui et sa femme Marguerite restent deux années à Santa Rosalia (Basse-Californie du Sud),,.
Il intègre ensuite un service d'études scientifiques principalement orienté sur l'industrie électrique naissante avant de créer un cabinet d'ingénieur-conseil et de mener à bien des missions hors de France ; dont le Tonkin de nouveau. Il s'associe ensuite avec Cumenge dans une société d'exploitation de sables aurifères, à Junction City (Californie). Il sera administrateur délégué avant d'en prendre la direction. Sa femme meurt en couches de son troisième enfant, à Junction City. La société est mise en liquidation et il rentre en France.
Le 1er décembre 1898, il devient ingénieur principal du service des Hauts Fourneaux et de l'Aciérie, au Creusot. C'est au Creusot que Saladin épouse en secondes noces Mlle Barreau. Il se trouve rapidement de nouveau veuf mais reste huit ans au Creusot avant d'être appelé à Paris avec le titre d'ingénieur principal attaché à la direction commerciale de MM. Scheider. En 1911, il est chargé par MM. Schneider de remplir les fonctions de chef du bureau technique que ces Messieurs venaient d'établir pour la Métallurgie et les Mines ; en 1913, il était titularisé comme chef de ce bureau. 
Ses connaissances techniques, son expérience des hommes et des choses de l'Amérique, l'amènent durant la guerre 14-18 à joindre la mission militaire et technique envoyée aux États-Unis pour y faire fabriquer les produits nécessaires à l'armement de notre pays, que l'invasion de nos départements du Nord et de l'Est privait de la majeure partie de ses moyens de production et d'élaboration métallurgiques. En décembre 1916, une hémorragie cérébrale le terrasse, et il succombe le 12 février 1917, à New York.

## Œuvre
Il est l'auteur d'une nouvelle méthode d'inscription photographique des points critiques des aciers et alliages  et à l'origine de la métallurgie secondaire lorsqu'il couplera au four électrique à arcs de Paul Héroult un convertisseur Bessemer.